# ФК Уфа
Фудбалски клуб Уфа (рус. ФК «Уфа», башк.: Өфө) је професионални фудбалски клуб из Уфе, Башкортостан, Русија. Тренутно наступа у Премијер лиги Русије.

## Историја
Клуб је основан 18. фебруара 2009. године под именком ФК Башинформсвјаз-Динамо Уфа. 
Током лета 2010. године, Рустем Хамитов, други председник Републике Башкортостан, покренуо је идеју за оснивање фудбалског клуба који ће представљати град Уфу и Републику у Премијер лиги Русије.
Децембра 2010. год, формиран је фудбалски клуб Уфа на основама фудбалског клуба Башинформсвјаз-Динамо, који је наступао у Професионалној лиги Русије, трећој лиги у руском лигашком систему. Први тренер клуба је био Андреј Канчељскис, који је успео да уведе тим у Првој лиги Русији.

### Прва сезона
Први званични меч клуб је одиграо против ФК Сизрањ-2003 у другој рунди Купа Русије у сезони 2011/12, у ком су изгубили на пенале.
У руском лигашком систему су дебитовали 24. априла 2011. године као домаћини против ФК Тјумења. Уфа је победила са 3:1, а Константин Ионов је постигао хет-трик.
ФК Уфа је наставила са успешним резултатима, на крају сезоне били су бодовно изједначени са ФК Нефтехимик Нижњекамск на врху табеле. Међутим у међусобним дуелима имали су лошији скор од Нефтехимика, изгубили су на гостујућем терену у Нижњекамску а играли нерешено на домаћем терену. 
Међутим ФК Динамо Брјанск није испунио услове за добијање лиценце за Прву лигу Русије за сезону 2012/13. а уместо њих промоцију је остварила Уфа.

### Учешће у Првој лиги Русије
Прву сезону у Првој лиги Уфа је завршила на 6. месту, 4 бода испод последњег места које је водило у Премијер лигу.
Сезону 2013/14. Уфа је завршила на 4. месту Прве лиге, што им је омогућило да играју доигравање са ФК Томом који је завршио сезону на 13. месту у Премијер лиги Русије.
У првој утакмици која је одиграна 18. маја 2014. године, ФК Уфа је победила ФК Том на свом стадиону са 5:1, а капитен клуба Дмитри Голубов постигао је четири гола. У реванш утакмици четири дана касније Уфа је изгубила са 3:1 и укупним резултатом 6:4 пласирали су се у Премијер лигу Русије.

### Учешће у Премијер лиги Русије
Сезону 2017/18, Уфа је завршила на 6. месту Премијер лиге, чиме су остварили пласман у квалификацијама за Лигу Европе 2018/19., због тога што се ФК Тосно, победник Купа Русије, није на време пријавио за УЕФА лиценцу.

### Учешће у квалификацијама за УЕФА лигу Европе
Уфа је дебитовала у другом колу квалификација за УЕФА лигу Европе као домаћин против НК Домжале. Утакмица је завршена нерешено без голова. Реванш утакмица у Словенији је завршена резултатом 1:1 и Уфа је прошла даље због постигнутог гола у гостима. У следећој рунди противник им је био ФК Прогрес Нидеркорн из Луксембурга. У првој утакмици Уфа је као домаћин победила са 2:1, у реваншу у Луксембургу било је 2:2. У плеј оф рунди играли су против славног ФК Ренџерса. У Шкотској је Уфа изгубила са 1:0 а у реваншу у Русији одиграли су нерешено 1:1 чиме су завршили своје учешће у квалификацијама за УЕФА лигу Европе.

## Састав првог тима
Ажурирано 22. фебруара 2019.
| Бр. |            | Позиција | Играч              |
| --- | ---------- | -------- | ------------------ |
| 1   | Русија     | Г        | Алексеј Чернов     |
| 3   | Русија     | О        | Павел Аликин       |
| 4   | Русија     | О        | Алексеј Никитин    |
| 5   | Словенија  | О        | Бојан Јокић        |
| 6   | Швајцарска | С        | Верољуб Салатић    |
| 7   | Русија     | С        | Дмитриј Сјсујев    |
| 8   | Молдавија  | С        | Кетелин Карп       |
| 9   | Чешка      | С        | Ондржеј Ванек      |
| 11  | Словенија  | Н        | Ловро Бизјак       |
| 13  | Русија     | С        | Азамат Засејев     |
| 15  | Русија     | О        | Александр Пуцко    |
| 16  | Русија     | Г        | Јуриј Шафински     |
| 17  | Русија     | О        | Дмитриј Живогљадов |

| Бр. |            | Позиција | Играч                                           |
| --- | ---------- | -------- | ----------------------------------------------- |
| 19  | Хрватска   | С        | Иван Пауревић                                   |
| 27  | Румунија   | О        | Јонуц Неделчару                                 |
| 29  | Луксембург | С        | Оливиј Тиј                                      |
| 31  | Русија     | Г        | Александар Беленов                              |
| 32  | Словенија  | Н        | Андрес Вомбергар                                |
| 33  | Русија     | О        | Александар Сухов                                |
| 44  | Нигерија   | Н        | Силвестер Игбун                                 |
| 55  | Грузија    | О        | Џемал Табидзе                                   |
| 56  | Русија     | О        | Данил Круговој                                  |
| 57  | Русија     | Н        | Вјачеслав Кротов                                |
| 77  | Русија     | С        | Азер Алијев                                     |
| 87  | Русија     | С        | Игор Безденежњих                                |
| 88  | Русија     | Г        | Тимур Акмурзин (на позајмици из ФК Рубин Казањ) |

### На позајмици
| Бр. |           | Позиција | Играч                                |
| --- | --------- | -------- | ------------------------------------ |
|     | Русија    | О        | Игор Дивејев (ФК ЦСКА Москва)        |
|     | Молдавија | О        | Виктор Патрашко (фК Луч Владивосток) |

| Бр. |           | Позиција | Играч                                   |
| --- | --------- | -------- | --------------------------------------- |
|     | Русија    | С        | Андреј Батјутин (ФК Авангард Курск)     |
|     | Казахстан | Н        | Еркебулан Сејдахмет ( ФК Левски Софија) |

## Други клубови
ЖФК Уфа, је женски фудбалски клуб, који наступа у Првој лиги Русије, другом рангу у женском фудбалском систему у Русији.